# Unie van Arabische Republieken

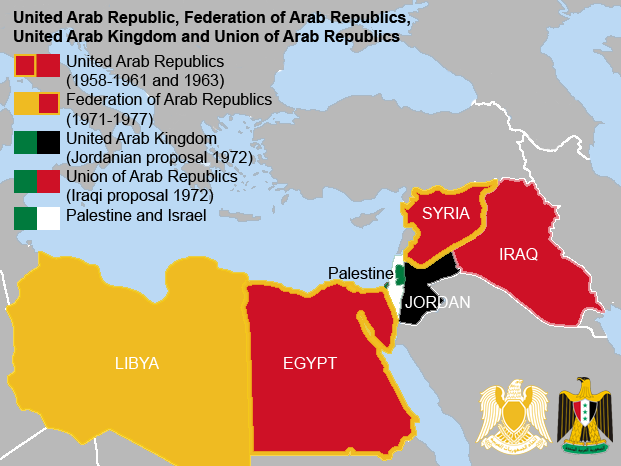
en
Unie van Arabische Republieken

De Unie van Arabische Republieken was een in maart 1972 door Ba'ath-Irak aan Egypte en Syrië voorgesteld herstel van de Verenigde Arabische Republiek, welke in 1963 mislukte. Het Iraakse voorstel was een reactie op het voorstel van Jordanië voor een Verenigd Arabisch Koninkrijk, maar kwam in botsing met de reeds opgerichte Federatie van Arabische Republieken en mislukte vanwege Iraaks-Syrische meningsverschillen.
Het plan voor een Verenigd Arabische Koninkrijk werd afgewezen door de Palestijnen, de Arabische Liga en de Organisatie voor Islamitische Samenwerking, evenals door Israël. Het Iraakse tegenvoorstel drong aan op opname van de Palestijnse Bevrijdingsorganisatie (om verenigd te vechten voor de bevrijding van Palestina) in plaats daarvan in een Unie van Arabische Republieken en nodigde alle andere "progressieve" Arabische staten uit om zich aan te sluiten.
Libië zou echter moeten worden uitgesloten, althans voor het begin. Irak beschuldigde de Libische leider Muammar Gaddafi van het aanzetten tot Iraaks-Syrische conflicten, terwijl Gaddafi het Iraakse regime veroordeelde vanwege zijn benadering van de Sovjet-Unie en de Iraakse communisten.

## Geschiedenis
Eind maart 1972 leidde de Iraakse vicepresident Saddam Hoessein een hooggeplaatste delegatie naar Damascus en Caïro om het voorstel te promoten. In Syrië ontmoette Saddam Hoessein president Hafez al-Assad en minister van Buitenlandse Zaken Abdul Halim Khaddam, maar de Egyptische president Anwar Sadat had Gaddafi al in Libië geraadpleegd. Op 26 maart ontmoette Saddam Hussein de Egyptische vice-president Mahmoud Fawzi in Caïro en op 28 maart ontmoette hij Sadat uiteindelijk in Alexandrië. Verwijzend naar de reeds opgerichte Egyptisch-Libisch-Syrische Federatie van Arabische Republieken werd het voorstel afgewezen.
Syrië en Egypte nodigden Irak echter uit om zich bij de federatie aan te sluiten. Volgens Khaddam zou de eerste stap om een Iraaks-Syrische top te verenigen de ruzies tussen de Syrische en de Iraakse Ba'ath-partijen moeten beslechten. In oktober 1972 stemde de Iraakse president Ahmad Hassan al-Bakr in met de voorwaarden van Syrië en stelde voor om binnen de federatie een Iraaks-Syrische unie op te richten, terwijl Egypte en Libië al hadden aangekondigd bilateraal te fuseren tot een nauwere unie (ook wel Verenigde Arabische Republiek) binnen de federatie. Hoewel er geen verdere besprekingen werden gevoerd, verzekerde Irak in januari 1973 Egypte en Syrië zijn volledige militaire en economische steun in geval van een nieuwe oorlog tegen Israël. Het aanbod van Irak om een gezamenlijk militair commando op te richten werd echter afgewezen.